# Le Propre de l'homme
Le propre de l'homme és una pel·lícula dirigida per Claude Lelouch i estrenada el 8 de març de 1960. La pel·lícula és el primer llargmetratge de Claude Lelouch, i va ser un fracàs comercial total.
Lelouch va destruir totes les còpies i el negatiu. Només en queda l'avanç. En va dir: «és una pel·lícula de laboratori que no hauria d'haver estat mai estrenada. Li dec molt perquè em va ensenyar l'ofici, igual que el Servei Cinematogràfic de l'Exèrcit i els ‘scopitones'. M’ho va ensenyar tot, però em fa vergonya mostrar-ho avui. Le Propre de l'homme és una pel·lícula de tots els errors, com un treball de fi de grau. En aquell moment no ho sabia.»

## Argument
A casa d'uns amics, Claude coneix Janine. Els dos joves passen el dia junts passejant per París… Exploració de la formació d'una parella quan dues personalitats diferents es troben.

## Repartiment
- Claude Lelouch: Claude
- Janine Magnan: Janine
- Amidou